# José Miguel de los Ríos Larrauri
José Miguel de los Ríos Larrauri fue un militar peruano que peleó por su país durante la guerra del Pacífico.
Nació en la ciudad de Lampa en el departamento de Puno, Perú, hijo de Ignacio de los Ríos y la dama cusqueña Juana Larrauri de los Ríos. Fue bautizado en su ciudad natal el 29 de mayo de 1833 siendo sus padrinos el futuro Presidente del Perú Miguel de San Román y su esposa Josefa Oviedo de San Román. Luego de estudiar en Lampa, cursó estudios en la Universidad de San Agustín en Arequipa trasladándose luego al Cusco.
Cuando en los años 1850 se desató la posibilidad de una nueva guerra contra Bolivia, de los Ríos se enroló en el Ejército del Perú como miembro del batallón "Cusco" de la guardia nacional bajo el mando de Matías Castillo y Narciso Arestegui. En 1855 estuvo presente en la Batalla de La Palma dentro de la Revolución Liberal de 1854 del lado de las fuerzas del mariscal Ramón Castilla siendo ascendido luego de la victoria al grado de Capitán. Durante el gobierno de Juan Antonio Pezet fue nombrado Cónsul General en Valparaíso y luego en Pará. También fue destacado como prefecto de varios departamentos hasta que, en 1879, el estallido de la Guerra del Pacífico lo encontró como prefecto del departamento de Cajamarca.
Participó de la Batalla de Tarapacá al mando de la 5.ª División que comprendía los cuerpos: Iquique (300 hombres), columna Tarapacá (150 hombres), columna Navales (140 hombres), columna Gendarmes (80 hombres). De los Ríos fue fatalmente herido en acción en esa batalla habiendo recibido hasta ocho balazos conforme lo señala el parte del Coronal Belisario Suárez. Luego de la victoria peruana en ese enfrentamiento, fue trasladado al puerto de Pisagua donde falleció.